# 多米尼加文学
多米尼加共和国是美洲加勒比海的岛国。早期的书面文学多是宗教意味的诗歌，随着多米尼加的独立，小说等其他文学形式也日益发展。由于多元文化背景，多米尼加文学融合了西班牙、原住民和非洲文化等多种元素。许多多米尼加的文学作品还具有强烈的政治性。国家文学奖（Premio Nacional de Literatura）是多米尼加主要的文学奖项。

## 殖民地时期
多米尼加的文学中，诗歌最初是主要的表现形式。16世纪80年代末期，克里斯托瓦尔·德列雷那（Cristobal de Llerena）是加勒比地区第一个成名剧作家。德列雷那是牧师，他写的是天主教宗教剧，这些剧作开始在教堂中演出，后来也在公共广场上表演。同时代的修女莱诺尔·德奥兰多（Lenor de Orando）创作了该地区最早的一批诗歌。

## 19世纪至20世纪初
19世纪，女权主义作家拉·德亚纳（La Deana）创作了散文《一个女人的故事》，描写了19世纪多米尼加社会女性绝望的生存状态，在当时属大胆之作。何塞菲娜·安东尼亚·佩尔多莫（Josefina Antonia Perdomo）则是这个国家最早出版诗集的女诗人之一。这时期涌现的最引人瞩目的诗人当属萨洛梅·乌雷尼亚·德恩里克斯（Salomé Ureña de Henríquez），她的诗歌充满民族主义精神，提倡多米尼加的自主性，批评了1884年多米尼加将海地军队赶出国土后上台的独裁政府。乌雷尼亚还在1881年创立了多米尼加第一所女校。乌雷尼亚、加斯东·德利涅（Gastón Deligne）、何塞·华金·佩雷斯组成了文学团体“主要的诸神”（Los Dioses Mayores）。德利涅在多米尼加作家中率先探索了心理主题，他还写有大量政治诗。而佩雷斯则发掘多米尼加的印第安传统。曼努埃尔·德·赫苏斯·加尔万（Manuel de Jesús Galván）的小说《恩里基约》，这部小说赞美了美洲印第安人的反抗。佩雷斯和加尔万都将多米尼加的主体性建立于西班牙和美洲印第安人的传统上，而忽略非洲人留下的遗产。他们尤其排斥海地的影响。其他二十世纪初的小说家继承了他们的道路，这些作家包括费德里科·加西亚·戈多伊（Federico García Godoy）、图略·曼努埃尔·塞斯特罗（Tulio Manuel Cestero）等。
20世纪，多米尼加共和国出现了一系列新的文学流派，其中许多都是对拉斐尔·特鲁希略独裁统治的一种回响。滥觞于1917年的Vedrismo提倡一种实验性的诗歌，反对传统的形式和韵律，发对民族主义诗歌。该流派的代表人物是奥蒂略·比尔希尔·迪亚斯（Otilio Vigil Díaz）。创立于1921年的Postumismo（意为“超越现代主义”）最初由多明戈·莫雷诺·希门尼斯（Domingo Moreno Jimenes）发起，后来加入的成员有拉斐尔·奥古斯托·索里利亚（Rafael Augusto Zorrilla）、安德烈斯·莫利诺（Andres Molino）。这些诗人更偏爱民族性的话题。

## 二战时期
20世纪40年代，诗人托马斯·埃尔南德斯·佛朗哥（Tomás Hernández Franco）、埃克托尔·因乔斯特吉·卡夫拉尔（Héctor Inchaustegui Cabral）、佩德罗·米尔（Pedro Mir）组成了一个名为“1940年独立诗人群”（Poetas Independientes del 1940）的诗派。他们拒绝模式化的诗歌，提倡自由体新诗。埃尔南德斯·佛朗哥的长篇叙事诗《耶丽达》（Yelidá）中描写了一位美丽的混血姑娘，耶丽达是欧洲父亲和黑人母亲的女儿。然而，埃尔南德斯依然认为多米尼加女性的美来自欧洲血统。 1940派诗人中声誉最高的是佩德罗·米尔。他的诗集《世界上有一个国家》（Hay un país en el mundo ，1949）揭示了富人和穷人在政治经济上的深刻不平等，是“承诺文学”（Literatura comprometida）的经典之作。
1943年出现了新的诗歌流派“受惊诗歌”（La Poesía Sorpredida）,其成员有艾达·卡塔赫纳·波塔拉廷（Aída Cartagena Portalatín）、富兰克林·米泽斯·布尔戈斯（Franklin Mieses Burgos）、弗雷迪·加东·阿尔塞（Freddy Gatón Arce）、曼努埃尔·鲁埃达（Manuel Rueda）。他们的诗作常常以晦涩的方式表达对特鲁希略的不满。鲁埃达后来也成为了成功的剧作家，1957年以话剧《白色的三位一体》（La teinitaria blanca）获得国家文学奖，而卡塔赫纳·波塔拉廷后来写作的了先锋小说《选举之路》（Escalera para Electre，1969），在西班牙举办的一次国际文学评选中获得了关注。
1930年代，卡塔赫纳·波塔拉廷就以短篇小说获得了胡安·博什（Juan Bosch）的注意。博什那时已是成名人物，他赞扬了波塔拉廷的风格。博什一方面是政治人物，1960年代短暂担任过多米尼加的总统，另一方面也是著名的短篇小说家。他写有短篇小说集《流亡故事集》（Cuentos escritos en el exilio，1976），以及政论《多米尼加民主的危机》（Crisis de la democracia de America en la Republica Dominicana，1966）、《下一步：受欢迎的独裁》（El próximo paso: Dictadura con respaldo popular,1967）、《五边主义：帝国主义的替代品》（El pentagonismo, sustituto del imperialismo，1968）。

## 战后文学
博施影响了许多青年作家，后来他们于1965年成立了多米尼加青年诗派（Joven Poesía Dominicana）。1961年特鲁希略逝世，1965年内战爆发，博施下台，这些战后诗人们的时代到来了。他们的诗作洋溢着民族主义精神，要求社会变革。这个流派的重要成员有诺韦尔托·詹姆斯·罗林斯（Norberto James Rowlings）、恩里基约·桑切斯（Enriquillo Sánchez）。桑切斯除写诗外还是短篇小说家，其作品富于幽默感，强调民族性。
1970年代以后，多米尼加人大规模移民美国，一些年轻的作家将在国外走向成熟。富兰克林·古铁雷斯（Franklyn Gutierrez，1950 - ）编辑的短篇小说集《世纪之耳》（Espiga del siglo，1984）、《流亡之声》（Voces del exilio，1986）中就辑录了许多这些作家的作品。之后，黛西·科科·德菲利皮斯（Daisy Cocco de Filippis）与艾玛·简·罗比内特（Emma Jane Robinett）合编的《流亡及其他关注之诗》（Poemas del exilio y de otras inquietudes，1988）、与富·古铁雷斯合编的《华盛顿高地和世界其他角落的故事》（Historias de Washington Heights y de otros rincones del mundo，1994）、《特鲁利安多/玩耍：多米尼加人和朋友们》（Tertuliando/Hanging out, Dominicanas and Friends，1997）。这些作品一开始是以乡愁为主题，后来则倾向于传递他者性。许多作家来自工人阶层，一批女作家开始涌现。他们的出现标志着多米尼加文学圈的民主化。

## 新世代、移民文学
1990年，胡利娅·阿尔瓦雷斯（Julia Alvarez）出版了《加西亚女孩丢掉口音》（García Girls Lost Their Accents），使得移民文学进入了美国主流读者的视野。阿尔瓦雷斯的作品回顾了多米尼加历史上的一批女性人物（比如2000年出版的长篇小说《以萨洛梅的名义》In the Name of Salomé，讲述了萨洛梅·乌雷尼亚·德恩里克斯Salome Ureña de Henríquez和她女儿、文学评论家卡米拉·恩里克斯·乌雷尼亚Camila Henríquez Ureña的故事）。她的作品充满感伤情调，也不乏对文化冲突的表现。
到了20世纪末，越来越多的作家开始用英语发表作品。这些作品表现了都市中的贫困、代际冲突、由于新式教育带来的家庭结构的变化，以及儿童和女性的解放。朱诺·迪亚斯（Junot Díaz）自20世纪90年代以来就在《纽约客》杂志上发表短篇，后来以《淹没》（Drown，1996）结集出版。青春期、挑战与冲突、人类价值，都是他笔下的主题。跨国主义在一些新时期的女作家那里得到了特别尖锐的表现，这方面的作品有洛伊达·马里察·佩雷斯（Loyda Maritza Perez）的《家的地理学》（Geographies of Home,1999）、安吉·克鲁斯（Angie Cruz）的《孤独》（Soledad，2000）、内莉·罗萨里奥（Nelly Rosario）的《水圣之歌》（The Song of the Water Saints，2001）等等。